# Lugano
Lugano Svájc olasz nyelvű részének és Ticino kantonnak a legfontosabb települése. Fontos turisztikai célpont. A világhíres svájci bankrendszer Zürich és Genf után harmadik legjelentősebb központja.

## Fekvése

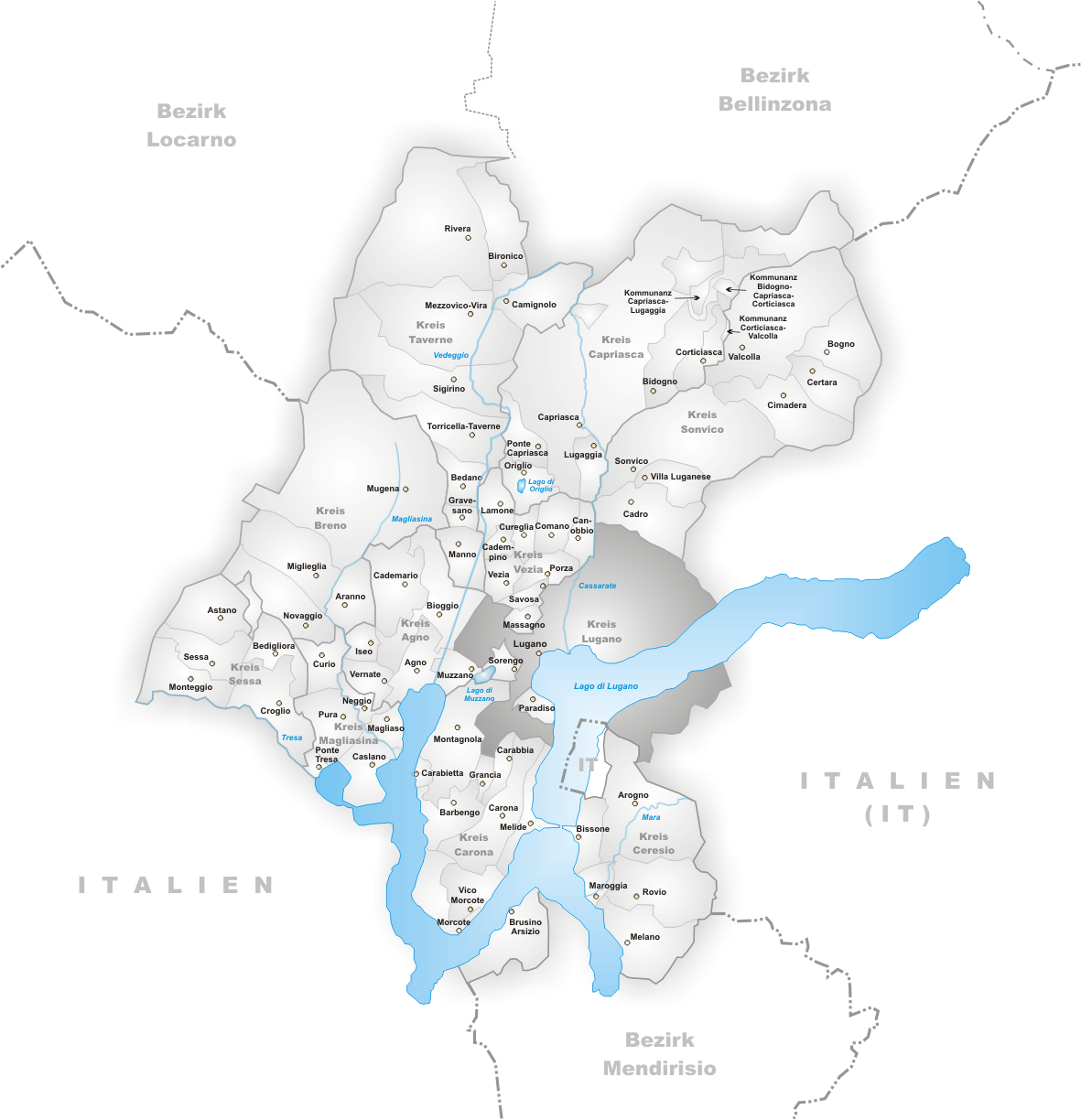
Lugano fekvése

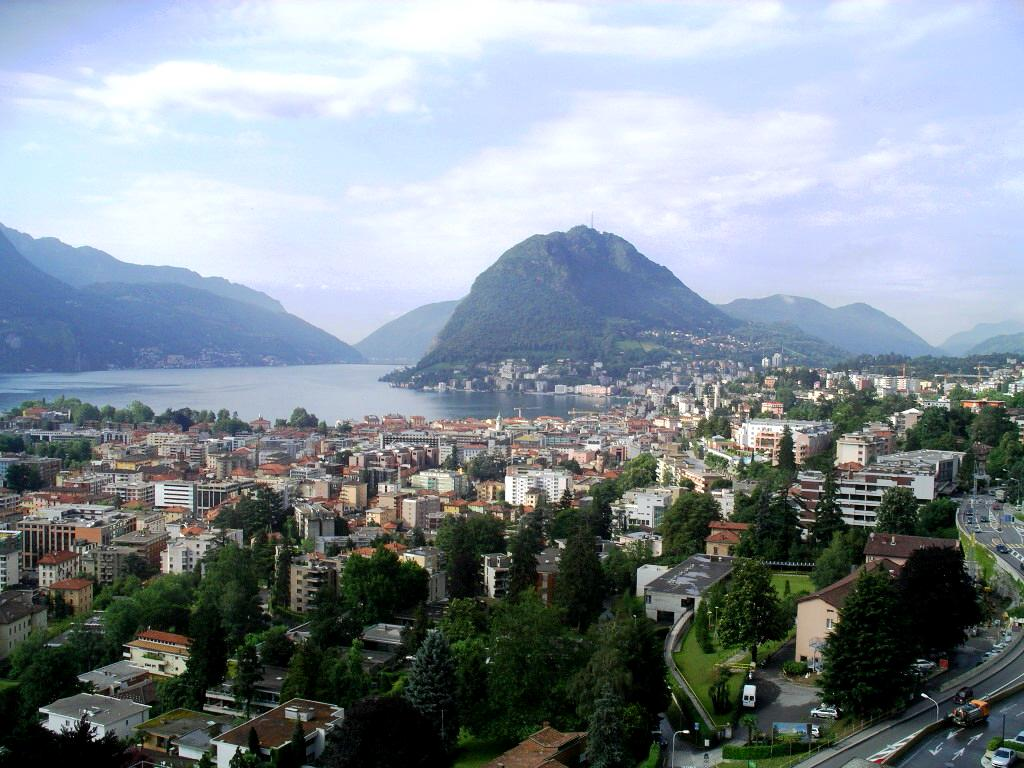
Lugano

Lugano a Luganói-tó partján fekszik a Monte Brè hegy oldalán.

## Története
A város területén feltárt temetkezési helyek alapján feltételezhetően Lugano környékét a lepontik, a kelták ősei lakhatták az időszámítás előtti 6. század körül. Lugano már a 10. században jelentékeny helység volt, később, a középkorban sokat szenvedett a Rusca és Visconti családok versengései következtében. A 14. század második felében a város a milánói Viscontiak uralkodása alatt állt. 1434-ben Milánó birtokába jutott. 1512-ben a Sforzák a helvét szövetségnek engedték át. 1881-ben Locarnóval és Bellinzonával fölváltva volt Ticino (Tessin) kanton fővárosa.
1888-ban már 7169 lakosú város volt. Lakossága selyemfonással, bőr-, papir- és késgyártással foglalkozott. Híresek voltak ekkoriban marha- és lóvásárai is.

## Lakossága
A város lakossága kb. 65 000 fő, amellyel a kilencedik legnépesebb svájci város. A Svájcban hivatalos négy nyelv közül itt elsősorban az olaszt használják.
A lakosság 68%-a római katolikus, 5%-a protestáns, 5%-a konfesszionista, 5%-a ortodox, 4%-a muzulmán, 14%-a egyéb vallású.

## Közlekedés
A város megközelíthető közúton Bázel vagy Zürich felől a Gotthárd-alagúton keresztül az A2-es autópályán, München felől az A2-esbe csatlakozó A13-as autópályán vagy Milánó felől az A2-esbe csatlakozó A9-es autópályán.
Lugano vasútállomása a Svájci Államvasutak Észak- és Dél-Európát összekötő vonalán helyezkedik el.
Légi úton Európából a Darwin Airlines repülőgépei szállítják az utasokat a város repterére.

## Látnivalók
- az olasz típusú házak
- Piazza Riforma: itt található a Városháza, valamint a Palazzo Riva, amely valaha a pretoriónak, a város vezetője hivatalának adott otthont.
- A környékbeli hegyek: a Monte Bré (925 m), és a Monte San Salvatore (915 m). Mindkettő csúcsa megközelíthető siklóvasúttal.

### Múzeumok
- Museo d'Arte Moderna – Modern művészetek múzeuma
- Museo delle culture extraeuropee – Európán kívüli kultúrák múzeuma
- Museo cantonale d'arte – Kantoni művészeti múzeum
- Fondazione Aligi Sassu e Helenita Olivares (Alapítvány)
- Museo storico – Történeti Múzeum
- Museo cantonale di storia naturale – Kantoni Természeti Múzeum
- Museo doganale svizzero – Vámmúzeum
- Museo civico di belle arti – Városi Szépművészeti Múzeum
- Museo Wilhelm Schmid – Wilhelm Schmid Múzeum
- Galleria Gottardo – Gottardo Galéria

### Templomok
- Cattedrale San Lorenzo: a XIII-XVI. század között épült, reneszánsz homlokzata 1517-ben született.
- Chiesa Santa Maria degli Angeli: 1515-ből származó templom, a hozzá tartozó egykori minorita kolostor ma szálloda. A templomot Leonardo da Vinci egyik tanítványa, Bernardino Luini freskói díszítik.

## Sport
- Jéghokicsapat: HC Lugano
- Futballcsapat: AC Lugano
- Rögbicsapat: Rugby Lugano

## Kultúra
A városban rendezték a legelső Eurovíziós Dalfesztivált 1956-ban.

## Képzés
Luganóban fekszik az ország egyetlen olasz nyelvű egyeteme, amelyet 1996-ban alapítottak. Karai: kommunikációs, gazdasági, informatika.

## Neves személyek
- Itt élt Saáry Éva költő, festő, geológus, emigráns magyar politikus.
- Itt hunyt el 1918-ban Vay Sándor író, újságíró.

## Éghajlata
| Hónap                         | Jan. | Feb. | Már. | Ápr. | Máj. | Jún. | Júl. | Aug. | Szep. | Okt. | Nov. | Dec. | Év   |
| ----------------------------- | ---- | ---- | ---- | ---- | ---- | ---- | ---- | ---- | ----- | ---- | ---- | ---- | ---- |
| Átlagos max. hőmérséklet (°C) | 6,6  | 8,5  | 13,0 | 15,8 | 20,2 | 24,2 | 26,9 | 26,1 | 21,7  | 16,7 | 11,3 | 7,4  | 16,6 |
| Átlagos min. hőmérséklet (°C) | 0,8  | 1,6  | 4,9  | 7,9  | 12,1 | 15,4 | 17,8 | 17,4 | 13,9  | 10,0 | 5,1  | 1,7  | 9,1  |
| Átl. csapadékmennyiség (mm)   | 66   | 52   | 80   | 156  | 196  | 164  | 153  | 158  | 185   | 142  | 127  | 80   | 1559 |
| Havi napsütéses órák száma    | 125  | 138  | 186  | 171  | 187  | 222  | 255  | 241  | 187   | 140  | 110  | 108  | 2070 |
| Forrás: MeteoSwiss            |      |      |      |      |      |      |      |      |       |      |      |      |      |